# Gerry and the Pacemakers
Gerry and the Pacemakers fue un grupo inglés de Rock and roll que alcanzó cierta fama a principio de los años 1960. Su fundador fue Gerry Marsden, quién comenzó a cantar con tan solo 8 años. Originarios de Liverpool, sus miembros eran amigos de los Beatles, con quienes actuaban en el Cavern Club, formando algunas veces un grupo mixto con componentes de ambos conjuntos al que llamaban "The Beatmakers". Son especialmente conocidos gracias a la versión del tema "You'll Never Walk Alone" que los seguidores del Liverpool FC adoptaron como himno a mediados de los años 60.

## Historia
El grupo fue formado en 1959 por Gerry Marsden junto con su hermano Fred, Les Chadwick y Arthur McMahon. En sus inicios rivalizaron con los Beatles, con los que coincidían con frecuencia tocando en las mismas salas de Hamburgo y Liverpool. Arthur Mack fue reemplazado en el piano por Les Maguire alrededor de 1961. El nombre original del grupo era Gerry Marsden and Mars Bars, pero se vieron obligados a cambiarlo cuando recibieron quejas de la Compañía Mars, Incorporated, fabricante de las barritas de chocolate Mars.
La banda firmó un acuerdo de representación con Brian Epstein, quien les consiguió un contrato discográfico con Columbia Records. Comenzaron a grabar a principios de 1963 e hicieron su debut con el sencillo "How Do You Do It?", un tema escrito por Mitch Murray. La canción fue producida por George Martin y el sencillo llegó al número uno de las listas de éxitos del Reino Unido, el primero de un grupo de Liverpool gestionado por Epstein. Sus siguientes lanzamientos, "I Like It" y "You'll Never Walk Alone", también alcanzaron el número 1 de las listas de éxitos británicas. "You'll Never Walk Alone" era un tema del musical Carousel, compuesta por Richard Rodgers y Oscar Hammerstein en 1945, y una de las canciones favoritas de Marsden desde que vio una representación del mismo siendo niño. La versión de Gerry and the Pacemaker es especialmente conocida por ser adoptada como himno por el equipo de fútbol inglés Liverpool FC, siendo interpretada por sus aficionados minutos antes del pitido inicial de cada partido. La popularidad de la canción es tal que el equipo inglés tiene la frase "You'll never walk alone" en su escudo. El siguiente sencillo del grupo, "I'm the One", estuvo a punto de convertirse en el cuarto número 1 consecutivo de la banda pero se quedó en el puesto número 2 de las listas británicas, ocupando el número uno durante esas dos semanas el sencillo "Needles and Pins" de otra banda de Liverpool, The Searchers.
A pesar de comenzar su carrera musical con éxito, ningún otro sencillo de la banda volvió a llegar al número uno en el Reino Unido. Marsden fue el autor de la mayoría de las canciones, incluyendo "I'm the One", "It's Gonna Be All Right" y "Ferry Cross the Mersey", así como su primer y más grande éxito en Estados Unidos, "Don't Let the Sun Catch You Crying", que alcanzó el puesto número 4 en la lista Billboard Hot 100 el 7 de abril de 1964.
Gerry And The Pacemakers también protagonizaron una película a comienzos de 1965, Ferry Cross the Mersey (a veces denominada "La versión de Gerry and the Pacemakers de A Hard Day's Night"), para la cual Marsden escribió gran parte de la banda sonora. La canción que dio título a la película, fue publicada como sencillo en 1964, alcanzando el puesto número 6 de la lista de éxitos estadounidense Billboard Hot 100, En mayo de 1989 fue reeditado como sencillo con fines benéficos para apoyar a las víctimas de la Tragedia de Hillsborough. En la grabación intervinieron otros artistas de Liverpool como Paul McCartney y Frankie Goes to Hollywood. El sencillo alcanzó el número 1 de las listas británicas durante tres semanas consecutivas.
A finales de 1965 la popularidad del grupo había disminuido mucho a ambos lados del Atlántico, y finalmente la banda se disolvió en octubre de 1966, con gran parte de su material grabado sin publicar. 
En 1972, Gerry Marsden refundó la banda con lo músicos de Liverpool, José McLaughlin, Billy Kinsley y Pete Clarke. En abril de 1973, la nueva formación se convirtió en la única banda de Merseybeat en grabar para el Show de John Peel en la BBC Radio. Las grabaciones de ese programa fueron publicadas en el álbum Gerry and the Pacemakers Live en la BBC, lanzado por Parlophone Records en octubre de 2018.
La banda continuó realizando actuaciones durante las siguientes décadas. El batería Freddie Marsden murió el 9 de diciembre de 2006 en Southport, a los 66 años. Gerry Marsden anunció su retiro el 29 de noviembre de 2018, para pasar más tiempo con su familia. El bajista original Les Chadwick murió el 26 de diciembre de 2019.
El 20 de marzo de 2020, a iniciativa de la emisora de radio holandesa 3FM, el tema de Gerry and the Pacemaker, "You'll Never Walk Alone", fue emitido simultáneamente por 162 emisoras de radio de toda Europa en señal de solidaridad y resistencia frente a la pandemia de Coronavirus.

## Discografía
- Don't Let The Sun Catch You Crying -- Laurie LLP/SLP-2024 -- (julio de 1964) -- #29
- Gerry & The Pacemakers' Second Album -- Laurie LLP/SLP-2027 -- (noviembre de 1964) -- #129
- Ferry Cross the Mersey (soundtrack) -- United Artists UAL-3387/UAS-6387 -- (febrero de 1965) -- #13
- I'll Be There! -- Laurie LLP/SLP-2030 -- (febrero de 1965) -- #120
- Gerry and The Pacemakers Greatest Hits -- Laurie LLP/SLP-2031 -- (mayo de 1965) -- #44
- Girl on a Swing -- Laurie LLP/SLP-2037 (diciembre de 1966) -- (No se encuentra en la lista)

## Sencillos
- Marzo de 1963 "How Do You Do It?" #1
- Mayo de 1963 "I Like It" #1
- Octubre de 1963 "You'll Never Walk Alone" #1
- Enero de 1964 "I'm the One" #2
- Abril de 1964 "Don't Let the Sun Catch You Crying" #6
- Septiembre de 1964 "It's Gonna Be Alright" #24
- Diciembre de 1964 "Ferry Cross the Mersey" #8
- Marzo de 1965 "I'll Be There" #15
- Noviembre de 1965 "Walk Hand in Hand" #29
- Febrero de 1966 "La La La" Did Not Chart
- Septiembre de 1966 "Girl on a Swing" Did Not Chart